# Sant Marc de Batlliu
Sant Marc de Batlliu és una església del municipi d'Artesa de Segre (Noguera) inclosa en l'Inventari del Patrimoni Arquitectònic de Catalunya.

## Descripció
L'església de Sant Marc i Sant Joan de Batlliu està aïllada en un indret entre camps de cereal, proper al conjunt de masos del nucli de Sant Marc de Batlliu, i al seu temps pròxim als agregats d'Artesa de Segre Anya i Montmagastre. Es tracta d'una església d'una sola nau o tres naus molt petites amb dos absis cap al sud-est; en el mateix conjunt, a més de l'església, s'hi troba el cementiri de l'indret, amb tombes a terra senyalitzades amb lloses de pedra (de cronologia antiga però indeterminada) i nínxols moderns edificats.
Les façanes estan mancades d'ornamentació, llevat d'un campanar d'espadanya barroc sobre el carener de la façana sud. Aquesta façana, molt senzilla, compta amb una porta adovellada amb un arc de mig punt sobre impostes i campanar de paret d'un ull de factura moderna. La resta de façanes també són senzilles i compten amb petites finestres tapiades. La teulada, a doble vessant, està realitzada mitjançant lloses de pedra i teula àrab de manera puntual.
L'església resulta un exemple d'estructura molt original, fruit en bona part d'una complexa història constructiva. Aparentment és un edifici de tres naus molt estretes, cobertes amb voltes de canó de perfil semicircular. Les voltes corresponents a les naus laterals són reforçades, respectivament, per un arc toral, també semicircular, que arrenca d'una pilastra rectangular adossada al mur perimetral. L'altre costat de l'arc arrenca d'una mènsula penjada sobre l'arc apuntat, que uneix la nau central amb les respectives laterals.

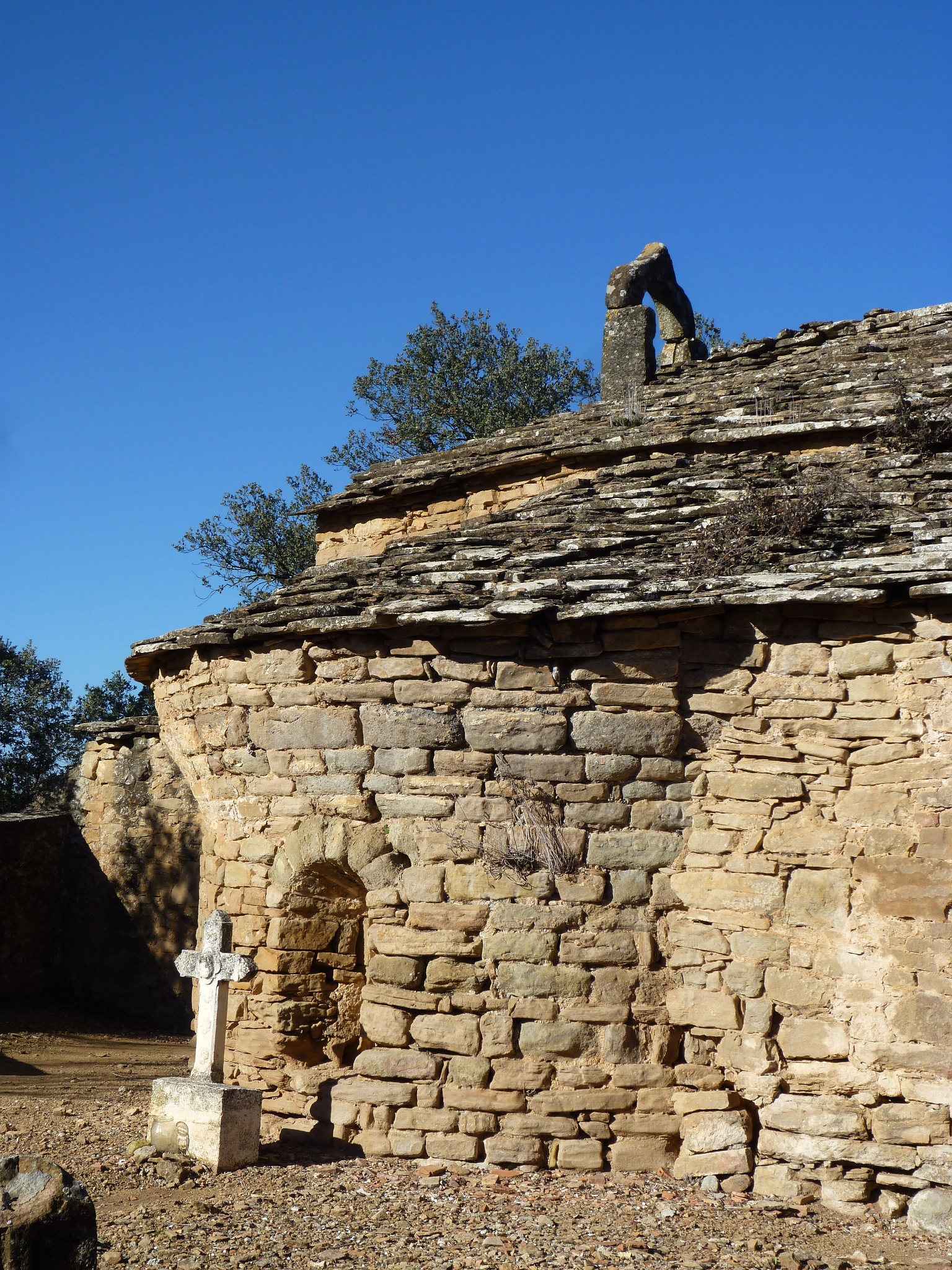
Una de les absidioles

La capçalera és formada, a la nau central, per un absis rectangular més estret que la nau, a la qual s'obre directament; interiorment aquest absis ha estat escurçat i és cobert amb volta de canó de perfil semicircular. Les naus laterals són capçades per sengles absis semicirculars, precedits d'arcs presbiterals, que presenten els bancals asimètrics. Sembla doncs que l'estructura original fou capgirada per l'emplaçament de l'altar en el mur nord i l'obertura de la porta (que potser en substituïa una d'anterior), de manera que l'església quedà orientada N-S. Això també comportà l'alteració de la coberta, que es formà a dos vessants. Al centre de cada absis lateral s'obre una finestra de doble esqueixada, mentre que l'absis central presenta, paredada, una finestra d'una sola esqueixada. Al mur nord hi ha dues finestres de doble esqueixada, que s'enfrontarien amb una antiga finestra al mur sud, on ara hi ha la porta. Al mur de ponent, hi ha dues finestres del mateix tipus.
Estilísticament, l'església té un marcat caràcter preromànic i romànic (definit com a "romànic de Biscarbó") definit en el context dels segles x-xi. La nau central, amb trets llunyans al romànic llombard en seria la primera fase; posteriorment s'hi afegeixen les dues naus laterals (probablement contemporànies) cap al segle xi i amb els esquemes clàssics llombards. L'edifici pateix nombroses refaccions posteriors, reformes i reorientacions que com a mínim continuen fins que s'afegeix l'espadanya barroca.

## Història
No es compta amb informacions dels moments fundacionals de l'església i tanmateix no se'n coneixen dades anteriors al 1300. És molt possible que es tracti de l'església de Sant Joan que apareix als sinodals de d'Àger de l'any 1648, al costat de les parròquies d'Anya i Montargull. Posteriorment es consigna en el llibre de visites de l'arxiprestat d'Àger de 1783-84. Al cap del segle xx era ja només una ermita depenent de la parròquia de Montmagastre.